# Virginia Slims of Pennsylvania
Il Virginia Slims of Pennsylvania è stato un torneo femminile di tennis giocato dal 1983 al 1986. Si è disputato a Hershey negli USA su campi in sintetico indoor.

## Albo d'oro

### Singolare
| Anno | Campionessa        | Finalista       | Punteggio     |
| ---- | ------------------ | --------------- | ------------- |
| 1972 | Virginia Wade      | Laurie Fleming  | 6-4, 6-1      |
| 1983 | Carling Bassett    | Sandy Collins   | 2–6, 6–0, 6–4 |
| 1984 | Catarina Lindqvist | Beth Herr       | 6–4, 6–0      |
| 1985 | Robin White        | Anne Minter     | 6–7, 6–2, 6–2 |
| 1986 | Janine Thompson    | Catherine Suire | 6–1, 6–4      |

### Doppio
| Anno | Campionesse                           | Finaliste                       | Punteggio |
| ---- | ------------------------------------- | ------------------------------- | --------- |
| 1972 | Virginia Wade / Sharon Walsh          | Brenda Kirk / Pat Walkden       | 7-6, 6-2  |
| 1983 | Lea Antonoplis / Barbara Jordan       | Sherry Acker / Ann Henricksson  | 6–3, 6–4  |
| 1984 | Kateřina Skronská / Marcela Skuherská | Ann Henricksson / Nancy Yeargin | 6–1, 6–3  |
| 1985 | Mary Lou Daniels / Robin White        | Lea Antonoplis / Wendy White    | 6–4, 7–6  |
| 1986 | Candy Reynolds / Anne Smith           | Sandy Collins / Kim Sands       | 7–6, 6–1  |